# Adontosternarchus nebulosus
Adontosternarchus nebulosus és una espècie de peix pertanyent a la família dels apteronòtids.

## Descripció
- Pot arribar a fer 21,8 cm de llargària màxima.
- Coloració molt pàl·lida que s'estén sobre el peduncle caudal amb taques fosques al dors i els flancs.
- 112-145 radis tous a l'aleta anal.
- Aletes pectorals i anal translúcides.[5][3]

## Alimentació
Menja invertebrats bentònics.

## Hàbitat
És un peix d'aigua dolça, demersal i de clima tropical que viu entre 2 i 30 m de fondària.

## Distribució geogràfica
Es troba a Sud-amèrica: el riu Amazones al Perú i el Brasil.

## Observacions
És inofensiu per als humans.